# Nantawat Thaensopa
Nantawat Thaensopa (Thai: นันทวัฒน์ แทนโสภา, * 22. Februar 1984 in Maha Sarakham) ist ein ehemaliger thailändischer Fußballspieler.

## Karriere
Seine Karriere begann er bei seinem Jugendverein, der FC Royal Thai Police. Er spielte für den Verein bis 2007 und stieg mit ihm 2006 in die Premier League auf. 2007 wechselte er zum FC Krung Thai Bank. Nantawat wurde mit dem Klub Vizemeister 2007 und spielte 2008 in der AFC Champions League. Zum Ende der Champions-League-Saison war Nantawat Torschützenkönig. Dies gelang zuvor noch keinem Spieler aus Thailand. Insgesamt erzielte er in diesem Wettbewerb 9 Tore. Vier seiner Tore schoss er dabei im Gruppenspiel gegen Beijing Guoan. Bereits im Hinspiel gelang ihm gegen diesen Verein ein Tor. Im Spiel gegen ĐPM Nam Định am 9. April 2008 gelang ihm bereits ein Hattrick. Nachdem die Krung Thai Bank den Spielbetrieb einstellte, wurde der Kader vom FC Bangkok Glass übernommen. Für den Verein spielte er noch ein weiteres Jahr, bevor er 2010 zu seinem Alten Verein und Aufsteiger Police United wechselte. Hier stand er bis Ende 2011 unter Vertrag. Anfang 2012 wechselte er zum Erstligisten Chiangrai United nach Chiangrai. Bis Ende 2016 absolvierte er 64 Erstligaspiele. 2017 verpflichtete ihn der ebenfalls in Chiangrai spielende Viertligist Chiangrai City FC. Mit dem Verein spielt er in der vierten Liga, der Thai League 4. Hier trat der Verein in der Northern Region an. In seiner ersten Saison wurde er mit City Vizemeister und stieg anschließend in die dritte Liga auf.

## Erfolge
Royal Thai Police FC
- Thailand Division 1 League: 2006

Krung Thai Bank FC
- Thai Premier League: 2007 (Vizemeister)

Bangkok Glass
- Thai Super Cup: 2009

Chiangrai City FC
- Thai League 4 – North: 2017 (Vizemeister)  ▲

## Auszeichnungen
- Torschützenkönig der AFC Champions League 2008